# Ully-Saint-Georges
Ully-Saint-Georges è un comune francese di 1 934 abitanti situato nel dipartimento dell'Oise della regione dell'Alta Francia.

## Società

### Evoluzione demografica
Abitanti censiti